# Jeanne Danglas
Jeanne Danglas, née le 1er août 1871 à Toulouse et morte le 14 octobre 1915 à Paris, est une pianiste et compositrice française.

## Biographie
De son vrai nom Rosalie Crabos, elle est connue sous les signatures de « J. Danglas », « Jeanne Danglas » et « Jeanne Crabos-Danglas ».
Fille d'un serrurier et d'une culottière, elle est née le 1er août 1871 à Toulouse. Elle étudie au Conservatoire de sa ville natale puis au Conservatoire de Paris, où elle figure dans les registres d'inscription en 1889 et 1890 comme élève des classes de solfège et de chant.
Elle est nommée Officier d'académie en 1909.
Jeanne Danglas meurt le 14 octobre 1915 à Paris (10e arrondissement de Paris).

## Œuvres

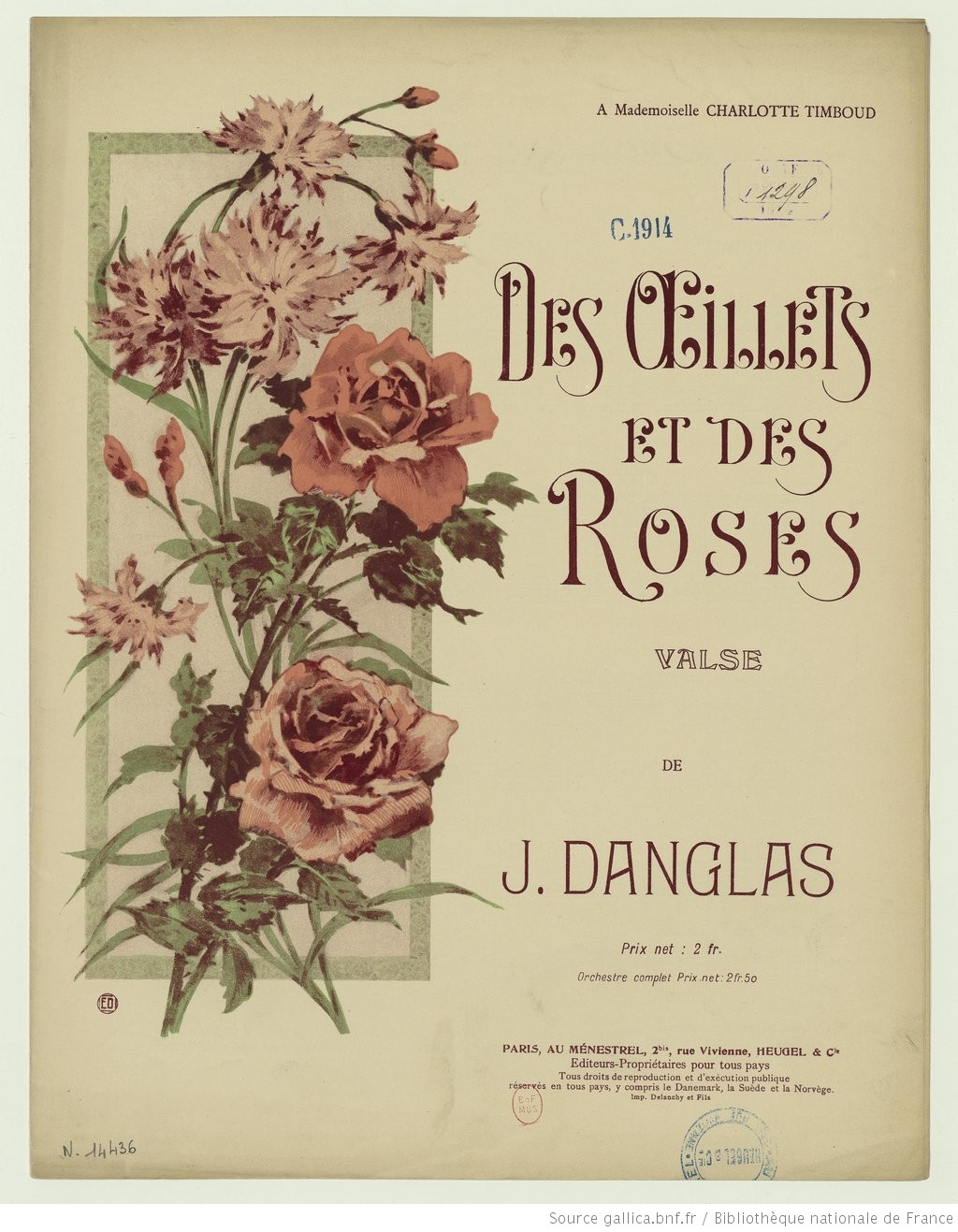
Partition

Comme compositrice, Jeanne Danglas est notamment l'auteure de diverses mélodies et pièces pour piano qui paraissent entre 1909 et 1919. René Péan puis Misti ont illustré ses partitions, parues aux éditions Pathé frères, Heugel et Durand. Son catalogue comprend :
- Flirt, valse pour piano ;
- Patrouille royale, pour piano (1907) ;
- O, my baby !.., fantaisie anglaise pour piano (1907) ;
- À la gloire, marche militaire (1908) ;
- L'Amour s'éveille, valse chantée, vers de Pierre d'Amor (1911) ;
- Déclin, valse chantée, paroles de Pierre d'Amor, (1912) ;
- Sur l'aile d'un rêve, valse pour piano seul, (1912) ;
- Tu m'as menti, valse, paroles et musique de J. Danglas, (1912) ;
- Les Papillons, valse-caprice pour piano seul, (1912) ;
- Suite norvégienne pour piano : I. Marche ; II. Aubade ; III. Sérénade ; IV. Danse (1913) ;
- J'ai fait un beau rêve, valse, poésie de Léon Tampier (1913) ;
- Du cœur aux lèvres, valse, piano seul (1913) ;
- L'Amour t'appelle, sérénade pour chant et piano, poésie de Léon Tampier (1913) ;
- Gavotte pour le piano (1913) ;
- Loin de vous, valse ; vers de Pierre d'Amor (1913) ;
- Je sais que t'aimer c'est folie !, valse lente, piano seul (1913) ;
- Menuet pour le piano (1914) ;
- Des œillets et des roses, valse pour piano (1914) ;
- Honneur et gloire !, marche, paroles de Ch. Péchard, 1916) ;
- Vous saurez mon secret, valse pour piano (1919) ;
- Le Père Ra-Fla, pour chant et piano, paroles d'André Lenéka (1920).

## Discographie
- L'Amour s'éveille, Les Siècles, François-Xavier Roth (dir.), et Du cœur aux lèvres et L'Amour s'éveille, Cyrille Dubois (chant) et Tristan Raës (piano), in Compositrices, New Light on French Romantic Women Composers (Mel Bonis, Lili et Nadia Boulanger, Marthe Bracquemond, Cécile Chaminade, Hedwige Chrétien, Marie-Foscarine Damaschino, Jeanne Danglas, Louise Farrenc, Clémence de Grandval, Marthe Grumbach, Augusta Holmès, Madeleine Jaeger, Marie Jaëll, Madeleine Lemariey, Hélène de Montgeroult, Virginie Morel, Henriette Renié, Charlotte Sohy, Rita Strohl, Pauline Viardot), 8 CD, vol. 4 et vol. 7, Bru Zane, 2023[4],[5],[6].